# Scaphoideus tergatus
Scaphoideus tergatus är en insektsart som beskrevs av Delong 1939. Scaphoideus tergatus ingår i släktet Scaphoideus och familjen dvärgstritar. Inga underarter finns listade i Catalogue of Life.